# WoodWall
WoodWall was een jaarlijks (muziek)festival tijdens Hemelvaartsdag op de Houtwal in Zutphen.
Het festival was gratis toegankelijk en bestond van 2010 tot 2014.

## Optredens
Door de jaren heen waren er onder meer optredens van:
- Van Dik Hout
- De Kast
- Kraantje Pappie
- Jelle Amersfoort
- Vandersteen
- Masters of Spam
- Gratis Bier
- Handsome Poets
- Go Back to the Zoo
- Chef'Special
- Rigby
- Dotan
- Erwin Java in de bluesband King of the World